# Actinothoe clavata
Actinothoe clavata is een zeeanemonensoort uit de familie Sagartiidae. De anemoon komt uit het geslacht Actinothoe. Actinothoe clavata werd in 1830 voor het eerst wetenschappelijk beschreven door Ilmoni. 